# Gregory Doran
Sir Gregory Doran (Huddersfield, 24 novembre 1958) è un regista teatrale e direttore artistico inglese.

## Biografia
Dopo la laurea in inglese e teatro all'Università di Bristol, Doran cominciò a lavorare come attore prima per la Nottingham Playhouse e poi per la Royal Shakespeare Company, per cui interpretò Solanio ne Il mercante di Venezia e Ottavio in Giulio Cesare nel 1987. Nel 1988 divenne assistente alla regia per la RSC e nel 1992 diresse autonomamente la sua prima produzione, un adattamento dell'Odissea ad opera di Derek Walcott. Nel corso degli anni, Doran ha diretto oltre metà del repertorio shakespeariano per la RSC, ottenendo plausi di critica e pubblico; il The Sunday Times lo ha definito uno dei più grandi interpreti shakespeariani della sua generazione.
Per la Royal Shakespeare Company ha diretto Il racconto d'inverno e Timone d'Atene nel 1999, Macbeth nel 2000, Re Giovanni nel 2001, Molto rumore per nulla nel 2002, La bisbetica domata e Tutto è bene quel che finisce bene nel 2003, Otello nel 2004, Sogno di una notte di mezza estate nel 2005, Antonio e Cleopatra nel 2006, Coriolano nel 2007, Amleto nel 2008, Giulio Cesare nel 2012, Riccardo II nel 2013, Enrico IV parte 1 ed Enrico IV parte 2 nel 2014, Re Lear e La tempesta nel 2016 e Cimbelino nel 2022. Dal 2012 al 2022 è stato direttore artistico della Royal Shakespeare Company.

### Vita privata
Dal 1987 ha intrettenuto una relazione con l'attore Antony Sher; la coppia si è sposata il 30 dicembre 2015 e il matrimonio è terminato nel 2021 con la morte di Sher.